# Portrait de Paul Guillaume (Modigliani, Toledo)
Pour les articles homonymes, voir Portrait de Paul Guillaume.
Portrait de Paul Guillaume est un tableau du peintre italien Amedeo Modigliani réalisé en 1915. Cette peinture à l'huile sur carton constitue un portrait de Paul Guillaume. Elle est conservée au musée d'art de Toledo, dans l'Ohio.
Modigliani a réalisé à la même époque d'autres portraits du marchand, le Portrait de Paul Guillaume de 1915 conservé au musée de l'Orangerie à Paris et le Portrait de Paul Guillaume de 1916 conservé au museo del Novecento à Milan.